# 양귀자
양귀자(한국 한자: 梁貴子, 1955년 7월 17일 ~ )는 대한민국의 소설가이다.

## 생애
전북특별자치도 전주시 출생으로 전주여자고등학교를 졸업하고 원광대학교 국문학과에 입학했다. 그는 국어국문학과 문예장학생으로 입학했을 정도로 일찍부터 글 쓰는 것에 관심이 많았다. 1978년 원광대를 졸업하고 그해 《문학사상》 신인상을 수상하면서 등단했다.
이해하기 쉬우면서도 그때마다 유행을 선도하는 새로운 주제를 들고 나오는 그의 작품은 대중의 호응을 얻어 그를 1990년대 대표적인 베스트셀러 작가의 반열에 올려놓았고, 이 가운데 《나는 소망한다 내게 금지된 것을》는 화제 속에 영화화되기도 했다.
1999년 8월부터 홍지서림의 대표를 맡고 있다.
주요 작품으로는 《원미동 사람들》, 《희망》, 《지구를 색칠하는 페인트공》, 《슬픔도 힘이 된다》 등이 있다.

## 학력
- 전주여자고등학교 (졸업)
- 원광대학교 국어국문학과 (졸업)

## 주요 작품
- 《귀머거리새》 (1985)
- 《원미동 사람들》 (1987)
- 《지구를 색칠하는 페인트공》 (1989)
- 《희망》 (1990)
- 《나는 소망한다 내게 금지된 것을》 (1992)
- 《슬픔도 힘이 된다》 (1993)
- 《길 모퉁이에서 만난 사람》 (1993)
- 《천년의 사랑》 (1995)
- 《엄마노릇 마흔일곱 가지》(1995)
- 《비 오는 날이면 가리봉동에 가야 한다》(1995)
- 《모순》 (1998)

## 수상 경력
- 유주현문학상 (1989) : 《원미동 사람들》
- 이상문학상 (1992) : 〈숨은 꽃〉
- 현대문학상 (1996) : 〈곰 이야기〉
- 21세기문학상 (1999)